# Paseo Nuevo
Paseo Nuevo är en ort i Mexiko.   Den ligger i kommunen Nogales och delstaten Veracruz, i den sydöstra delen av landet, 210 km öster om huvudstaden Mexico City. Paseo Nuevo ligger 1 349 meter över havet och antalet invånare är 849.
Terrängen runt Paseo Nuevo är kuperad västerut, men österut är den bergig. Paseo Nuevo ligger nere i en dal. Runt Paseo Nuevo är det ganska tätbefolkat, med 134 invånare per kvadratkilometer. Närmaste större samhälle är Orizaba, 12,3 km nordost om Paseo Nuevo. I omgivningarna runt Paseo Nuevo växer huvudsakligen savannskog.